# Senarski sultanat
Fundžski sultanat, takođe poznat kao Fundžistan, Sultanat Senara (po prestonici Senaru) ili Plavi sultanat usled tradicionalne sudanske konvencije nazivanja crnih ljudi plavim (arap. السلطنة الزرقاء ), bila je monarhija na teritoriji današnjeg Sudana, severozapadno od Eritreje i zapadno od Etiopije. Fundžski narod ju je osnovao 1504. godine. Država je brzo preobraćena u islam, mada je prihvatanje te vere bilo samo nominalno. Sve dok u 18. veku ortodoksiniji islam nije postao dominantniji država je ostala „afričko-nubijsko carstvo sa muslimanskom fasadom”. Svoj vrhunac je dostigla krajem 17. veka i počela je da propada u 18. veku. Godine 1821. poslednji sultan, znatno smanjene moći, bez borbe se predao Osmanskoj egipatskoj invaziji.

## Literatura
- Aregay, Merid Wolde; Selassie, Sergew Hable (1971). „Sudanese-Ethiopian Relations Before the 19th Century”.  Ур.: Yusuf Fadl Hasan. Sudan in Africa. Khartoum University. стр. 62—72. OCLC 248684619.
- Beswick, Stephanie (2004). Sudan's Blood Memory. University of Rochester. ISBN 978-1580462310.
- Beswick, Stephanie (2014). „The Role of Slavery in the Rise and Fall of the Shilluk Kingdom”.  Ур.: Souad T. Ali;  . The Road to the Two Sudans. Cambridge Scholars. стр. 108—142. ISBN 9781443856324.
- Bruce, James (1790). Travels to Discover the Source of the Nile. IV. J. Ruthven.
- Chataway, J. D. P. (1930). „Notes on the history of the Fung” (PDF). Sudan Notes and Records. 13: 247—258. Архивирано из оригинала (PDF) 24. 12. 2023. г. Приступљено 01. 01. 2020.
- Connel, Dan; Killion, Tom (2011). Historical Dictionary of Eritrea. The Scarecrow. ISBN 9780810875050.
- Crawford, O. G. S. (1951). The Fung Kingdom of Sennar. John Bellows LTD. OCLC 253111091.
- Crowfoot, J. W. (1918). „The sign of the cross” (PDF). Sudan Notes and Records. 1: 55—56, 216. Архивирано из оригинала (PDF) 25. 12. 2023. г. Приступљено 01. 01. 2020.
- Edwards, David (2004). The Nubian Past: An Archaeology of the Sudan. Routledge. ISBN 978-0-415-36987-9.
- Etefa, Tsega Endalew (2006). Inter-ethnic Relations on a Frontier: Mätakkäl (Ethiopia), 1898-1991. Harassowitz. ISBN 978-3-447-05442-3.
- Grajetzki, Wolfram (2009). „Das Ende der christlich-nubischen Reiche” (PDF). Internet-Beiträge zur Ägyptologie und Sudanarchäologie. X. Архивирано из оригинала (PDF) 02. 06. 2019. г. Приступљено 01. 01. 2020.
- Hammarström, Harald (2018). „A survey of African languages”. The Languages and Linguistics of Africa. De Gruyter Mouton. стр. 1—57. ISBN 9783110421668.
- Hasan, Yusuf Fadl (1967). The Arabs and the Sudan. From the seventh to the early sixteenth century. Edinburgh University. OCLC 33206034.
- Holt, Peter Malcolm (1975). „Chapter 1: Egypt, the Funj and Darfur”.  Ур.: Fage, J. D.; Oliver, Roland. The Cambridge History of Africa. Volume 4: from c. 1600 to c. 1790. Cambridge University Press. стр. 14–57. ISBN 978-0-521-20413-2. Непознати параметар |DUPLICATE_ref= игнорисан (помоћ)
- Insoll, Timothy (2003). The Archaeology of Islam in Sub-Saharan Africa. Cambridge University. ISBN 978-0521651714.
- James, Wendy (2008). „Sudan: Majorities, Minorities, and Language Interactions”.  Ур.: Simpson, Andrew. Language and National Identity in Africa. Oxford University. стр. 61–78. ISBN 978-0199286744.
- Kropp, Manfred (1996). „Äthiopisch–sudanesische Kriege im 18. Jhdt.”. Der Sudan in Vergangenheit und Gegenwart (на језику: немачки). Peter Lang. стр. 111—131. ISBN 9783631480915.
- Loimeier, Roman (2013). Muslim Societies in Africa: A Historical Anthropology. Indiana University.
- McGregor, Andrew James (2006). A Military History of Modern Egypt: From the Ottoman Conquest to the Ramadan War. Praeger. ISBN 9780275986018.
- McHugh, Neil (1994). Holymen of the Blue Nile: The Making of an Arab-Islamic Community in the Nilotic Sudan. Northwestern University. ISBN 9780810110694.
- Ménage, V. L. (1988). „The Ottomans and Nubia in the Sixteenth Century”. Annales Islamoloiques. Institut français d'archéologie orientale du Caire. 24: 137—153.
- Nassr, Ahmed Hamid (2016). „Sennar Capital of Islamic Culture 2017 Project. Preliminary results of archaeological surveys in Sennar East and Sabaloka East (Archaeology Department of Al-Neelain University concessions)”. Sudan & Nubia. The Sudan Archaeological Research Society. 20: 146—152.
- Natsoulas, Theodore (2003). „Charles Poncet's Travels to Ethiopia, 1698 to 1703”.  Ур.: Glenn Joseph Ames; Ronald S. Love. Distant Lands and Diverse Cultures: The French Experience in Asia, 1600-1700. Praeger. стр. 71–96. ISBN 9780313308642.
- O'Fahey, R.S.; Spaulding, J.L (1974). Kingdoms of the Sudan. Studies of African History Vol. 9. London: Methuen. ISBN 978-0-416-77450-4.
- Ogot, B. A., ур. (1999). „Chapter 7: The Sudan, 1500–1800”. General History of Africa. Volume V: Africa from the Sixteenth to the Eighteenth Century. Berkeley, CA: University of California Press. стр. 89—103. ISBN 978-0-520-06700-4. Непознати параметар |DUPLICATE_ref= игнорисан (помоћ)
- Oliver, Roland; Atmore, Anthony (2001). Medieval Africa, 1250-1800 (PDF). Cambridge University. ISBN 978-0-521-79024-6.
- Pankhurst, Richard (1997). The Ethiopian Borderlands: Essays in Regional History from Ancient Times to the End of the 18th Century. Red Sea. ISBN 9780932415196.
- Peacock, A.C.S. (2012). „The Ottomans and the Funj sultanate in the sixteenth and seventeenth centuries”. Bulletin of the School of Oriental and African Studies. University of London. 75 (1): 87—111. doi:10.1017/S0041977X11000838.
- Russegger, Joseph (1844). Reise in Egypten, Nubien und Ost-Sudan. 2, Part 2. Schweizerbart'sche Verlagshandlung. Архивирано из оригинала 22. 11. 2018. г.
- Smidt, Wolbert (2010). „Sinnar”.  Ур.: Siegbert Uhlig, Alessandro Bausi. Encyclopedia Aethiopica. 4. Harrassowitz. стр. 665—667. ISBN 9783447062466.
- Spaulding, Jay (1972). „The Funj: A Reconsideration”. The Journal of African History. 13 (1): 39—53. ISSN 0021-8537. doi:10.1017/S0021853700000256.
- Spaulding, Jay (1974). „The Fate of Alodia” (PDF). Meroitic Newsletter. 15: 12—30. ISSN 1266-1635.
- Spaulding, Jay (1985). The Heroic Age in Sennar. Red Sea. ISBN 978-1569022603.
- Spaulding, Jay (1998). „Early Kordofan”.  Ур.: Endre Stiansen and Michael Kevane. Kordofan Invaded: Peripheral Incorporation in Islamic Africa. Brill. стр. 46—59. ISBN 978-9004110496.
- Spaulding, Jay (2006). „Pastoralism, Slavery, Commerce, Culture and the Fate of the Nubians of Northern and Central Kordofan Under Dar Fur Rule, ca. 1750-ca. 1850”. The International Journal of African Historical Studies. Boston University African Studies Center. 39 (3). ISSN 0361-7882.
- Spaulding, Jay; Abu Salim, Muhammad Ibrahim (1989). Public Documents from Sinnar. Michigan State University. ISBN 9780870132803.
- Werner, Roland (2013). Das Christentum in Nubien. Geschichte und Gestalt einer afrikanischen Kirche ["Christianity in Nubia. History and shape of an African church"] (на језику: немачки). Lit. ISBN 978-3-643-12196-7.
- Zurawski, Bogdan (2012). Banganarti on the Nile. An archaeological guide. (PDF). Архивирано из оригинала (PDF) 24. 09. 2018. г. Приступљено 01. 01. 2020.
- Zurawski, Bogdan (2014). Kings and Pilgrims. St. Raphael Church II at Banganarti, mid-eleventh to mid-eighteenth century. IKSiO. ISBN 978-83-7543-371-5.
- Robinson, Arthur E. Robinson, Arthur E. (1931). „"Some Notes on the Regalia of the Fung Sultans of Sennar"”. Journal of the Royal African Society. 30 (121): 361—376. JSTOR 717170., Journal of the Royal African Society, 30 (1931), pp. 361–376
- Lobban, Richard A. (1983). „A Genealogical and Historical Study of the Mahas of the "Three Towns," Sudan”. The International Journal of African Historical Studies. 16 (2): 231—262. JSTOR 217787. doi:10.2307/217787. Архивирано из оригинала 21. 07. 2018. г. Приступљено 01. 01. 2020.
- Pankhurst, Richard (1975). „Ethiopia's economic and cultural ties with the Sudan from the middle ages to the mid-nineteenth century”. Sudan Notes and Records. University of Khartoum. 56: 53—94. ISSN 0375-2984.
- Spaulding, Jay (2018). „The Art of the Memory and Chancery in Sinnar”.  Ур.: William H. Worger; Ambler, Charles; Nwando Achebe. A Companion to African History. Wiley-Blackwell. стр. 421—430. ISBN 978-1-119-06350-6.

## Spoljašnje veze
15° 39′ 26″ С; 32° 20′ 53″ И / 15.6572° С; 32.3480° И